# Fideuà

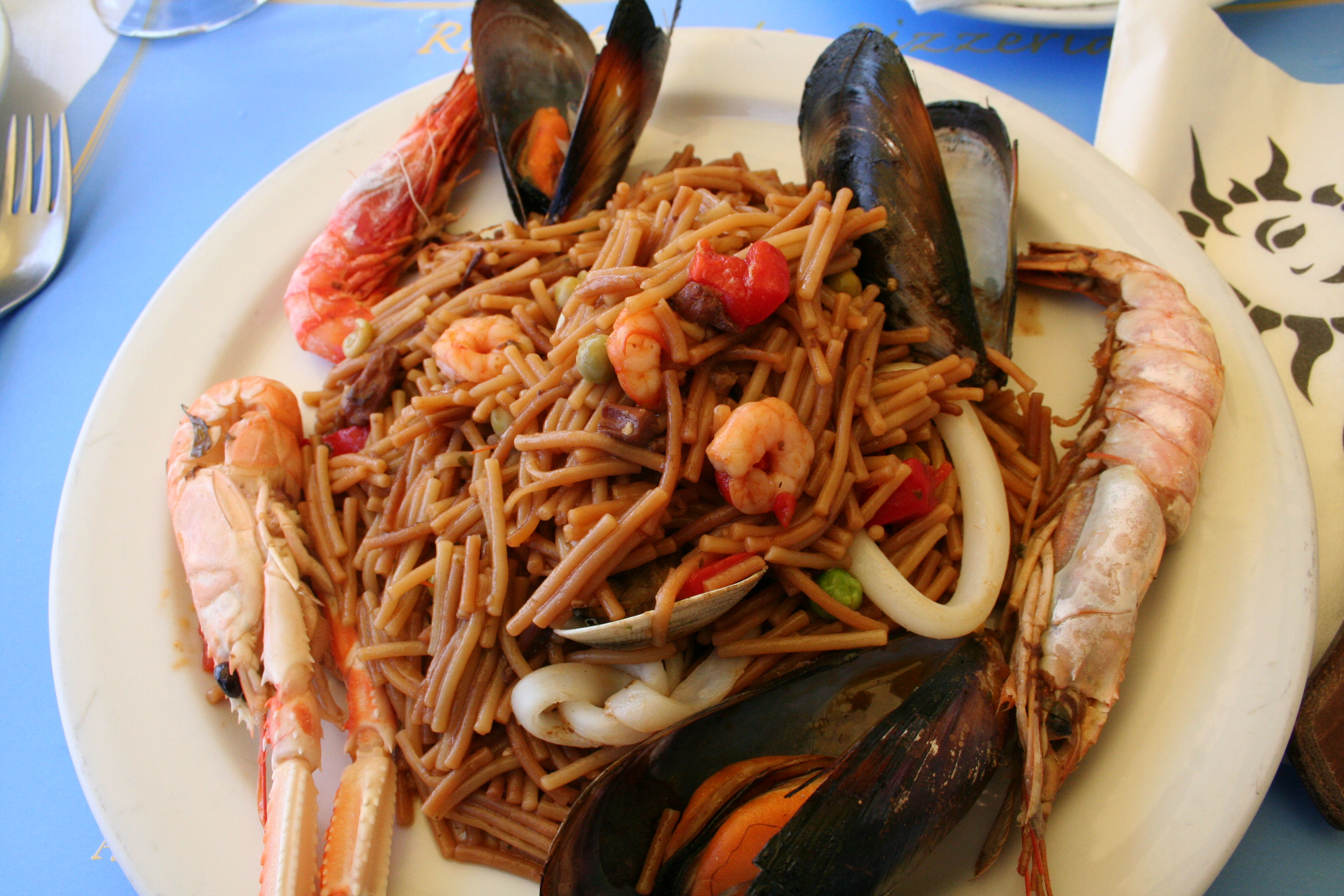
Fideuà met allerlei zeevruchten

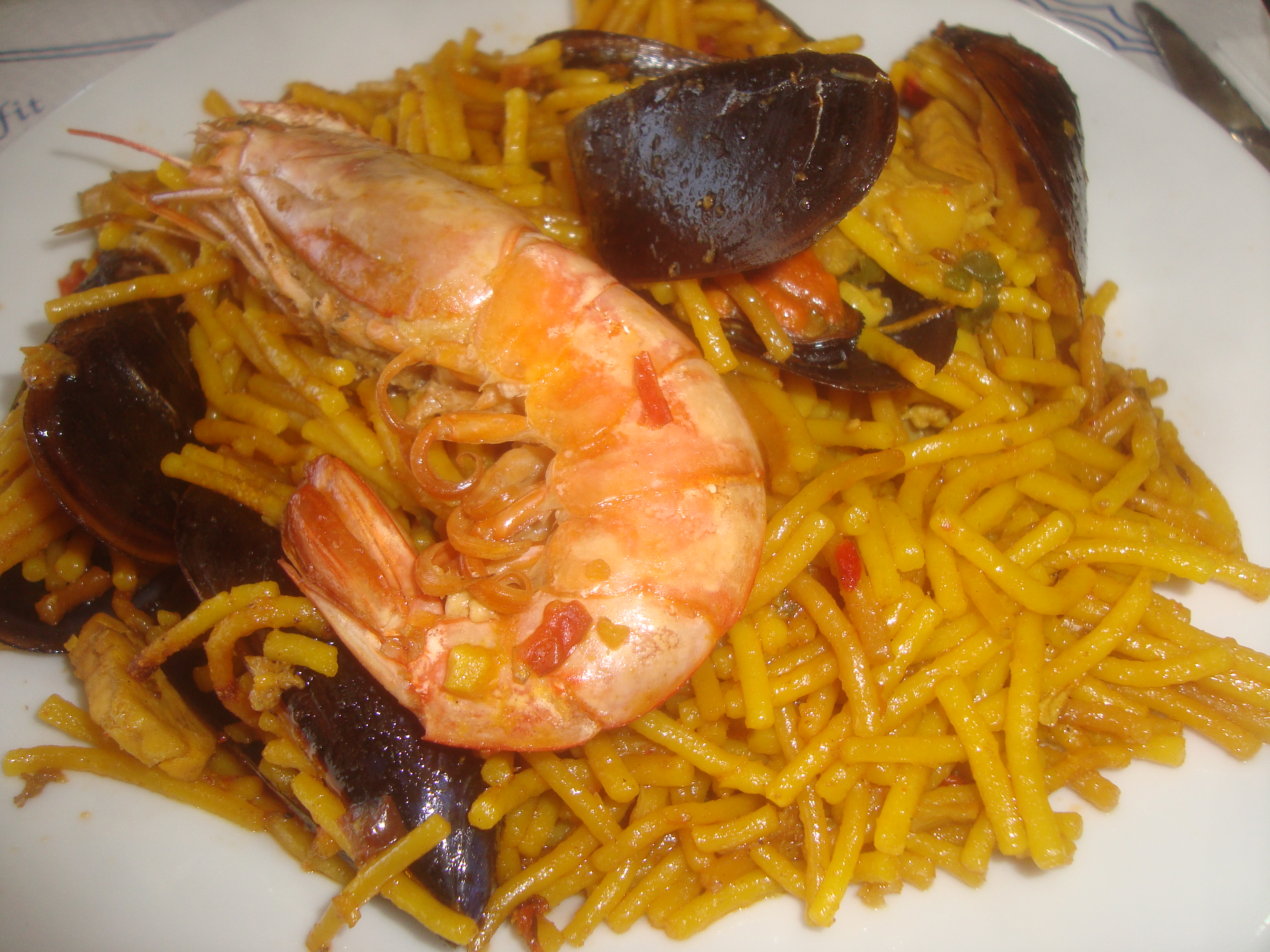
"Fideuà" (Castellón, España)

Fideuà ([fiðe'wa], van het Catalaanse fideu: "noedel", "pasta"), ook wel fideuada genoemd, is een typisch Valenciaans gerecht. 

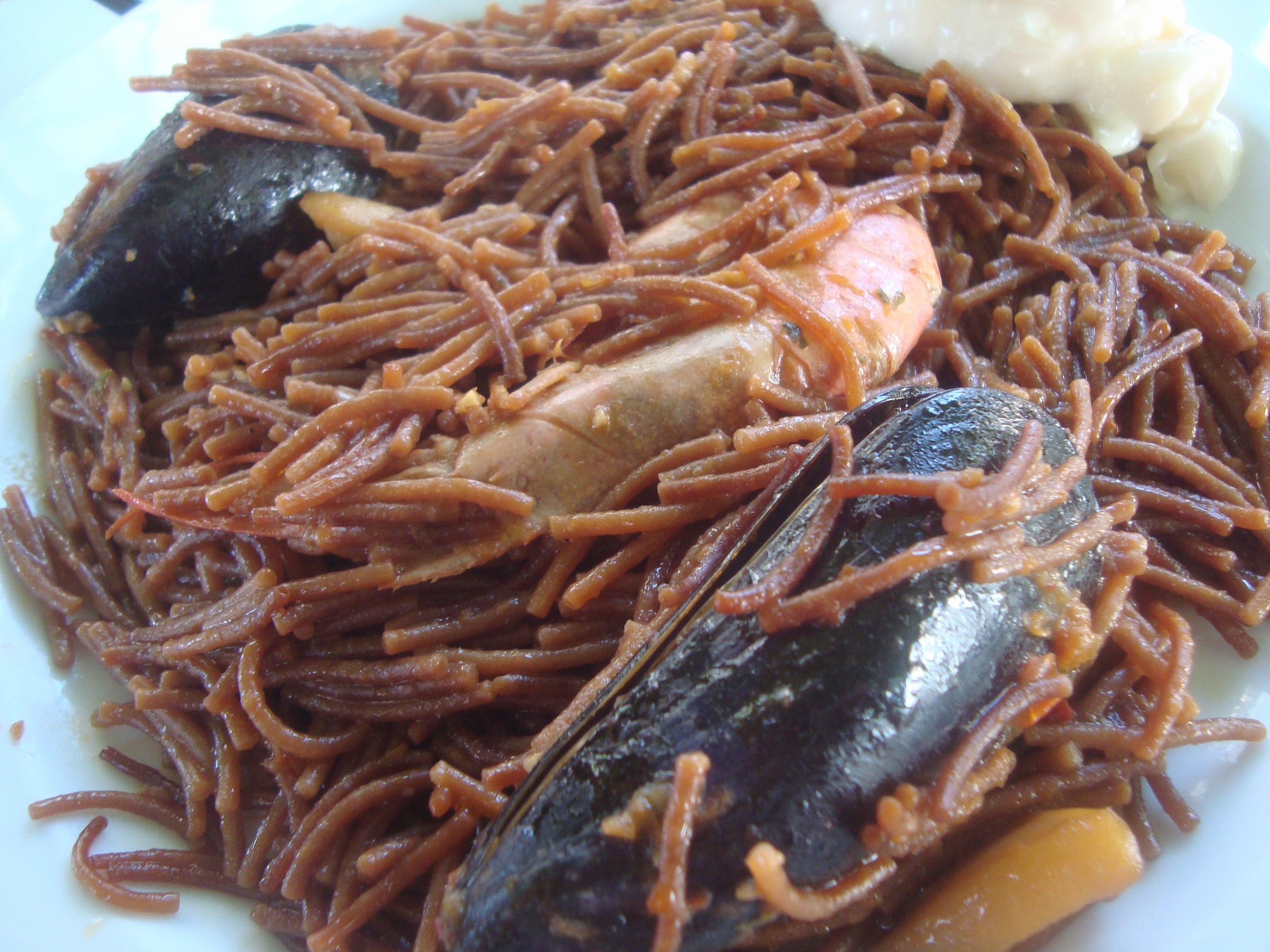
"Fideuà" (Tarragona, España).

Het gerecht schijnt volgens een volksverhaal ontstaan te zijn bij de Spaanse stad Gandia. Aldaar gebruikten een paar vrienden (of vissers volgens een andere variant) bij de bereiding van paella een soort pasta in plaats van rijst. Zij waren, zo gaat het verhaal, de rijst vergeten en hadden alleen pasta bij de hand.
Fideuà is er in verschillende varianten maar wordt meestal bereid met zeevruchten en vis. De pasta wordt gemaakt van harde tarwe.